# Милфорд (Јута)
Милфорд (енгл. Milford) град је у америчкој савезној држави Јута.

## Демографија
По попису из 2010. године број становника је 1.409, што је 42 (-2,9%) становника мање него 2000. године.
| Група             | 2000.         | 2010.         |
| Белци             | 1.296 (89,3%) | 1.190 (84,5%) |
| Афроамериканци    | 0 (0,0%)      | 11 (0,8%)     |
| Азијати           | 21 (1,4%)     | 9 (0,6%)      |
| Хиспаноамериканци | 89 (6,1%)     | 159 (11,3%)   |
| Укупно            | 1.451         | 1.409         |